# Jin Kazama
Jin Kazama er en fiktiv person fra Namcos spilserie Tekken.
Jin Kazama har været meget kendt figur inden for Tekken serien efter sin debut i Tekken 3
og hvor han har medvirket til hvert eneste spil lige siden. Han betragtes som et af spillets
hovedpersoner, da Tekken serien de fleste gange kronologisk følger hans epiloger.

## Prolog

### Tekken 3
Jins mor, Jun Kazama opdragede Jin alene. I en alder af 15 år fortalte Jun Jin om hendes fortid og at Kazuya Mishima var Jins far. Jun fortalte ham at hvis der på noget tidspunkt skulle ske noget med hende, skulle han søge til sin bedstefar Heihachi Mishima. Og under en stormfuld nat forsvandt Jun efter at Kampguden Ogre kom på besøg, mens Jin var slået bevidstløs. Jin opsøgte Heihachi Mishima og bønfaldt om at træne ham så han kunne få sin hævn over Ogre. Heihachi var ikke kun en bedstefar, men også en god lærer.
Efter fire år, på Jin Kazamas 19 års fødselsdag blev den tredje King of Iron Fist-turnering annonceret.

### Tekken 4
Brisbane, Australien.
En by fuld af bygninger, både nye og gamle.
Mellem de tårnhøje bygninger lå en lille dojo.
En ung mand trænede der i stilhed. Hans ansigt var gemt af vejen på grund af hætten på hans jakke.
Dag efter dag trænede Jin i den traditionelle stil af Karate.
Lige siden Heihachi havde forrådt ham, havde han hadet alt hvad der havde med navnet Mishima at gøre. Kampstilen, Djævlegenet i hans blod – alt.
Takket være dojo mesterens træning, havde Jin lagt Mishima stil Karate bag sig og mestret den traditionelle karatestil. Jin brændte af længsel efter at udslette Mishima familien. Sin bedstefar, Heihachi, og hans far Kazuya Mishima. Efter at havde hørt rygter om den fjerde King of Iron Fist-turnering begyndte Jin at forberede sig på at deltage i den.

### Tekken 5
Jin Kazama.
Et skæbnens barn.
Efter at havde kæmpet i mod Kazuya og Heihachi, begyndte en ond ånd at vælde op i ham.
Efter at være vågnet op af en ukendt stemme så Jin sig omkring og fandt en skov, totalt ødelagt. Og han vidste at han var den ansvarlige.
Efter sin tilbagevenden til Yakushima blev Jin plaget af mareridt på grund af hans Djævlegen.
"Det æder mig op indefra. Jeg ved ikke hvor længe jeg kan holde stand," sagde Jin.
Han begyndte en færd for at gøre en ende på hans forbandelse, med kun skæbnen som hans vejviser.

### Tekken 6
Efter at havde besejret sin oldefar, Jinpachi Mishima blev Jin den nye leder af Mishima Zaibatsu. Jin brugte nu Tekken Force som sin private hær til at sprede kaos og ødelæggelse rundt om hele verdenen og ved hjælp af det overtage hvert nations militære magt og energiressourcer – selv deres rumbaser.
Efter alt dette var gjort, erklærede Mishima Zaibatsu sig selv for en selvstændig nation og erklærede krig i mod alle dem som satte sig i vejen for dem. Det så ud til at Mishima Zaibatsu, med Jin i spidsen ville få erobret hele verdenen, hvis ikke det havde været for en anden ledende magt, som vovede at trodse Jin og Mishima Zaibatsu.
G-Corporation, ledet af Kazuya Mishima udlovede en dusør på Jin Kazama. Selvom Jin havde forventet at G-Corporation ville blande sig, valgte Jin alligevel at annoncere den sjette King of Iron Fist-turnering.

## Epiloger

### Tekken 3
En masse lysglimt flyver forbi Jin. Da han ser sig omkring igen bliver han beskudt af Tekken Force. I sit sidste forsøg på at bede om hjælp, bliver han skudt i hovedet af Heihachi. Han går derfra mens Tekken Force bekræfter hans død. Dette viser sig at være forkert, da en af soldaterne bliver kastet ind i en væg. I mørket bag Heihachi gløder et par blodrøde øjne. Heihachi vender sig langsomt om og får et kort glimt af Devil Jin. Devil Jin griber om Heihachis hoved, kaster ham igennem væggen og før Devil Jin når at lande, vokser 2 sorte vinger frem på hans ryg. Han angriber Heihachi en sidste gang og flyver væk. Væk, op mod månen.

### Tekken 4
Jin Kazama hører en ukendt stemme der bliver ved med at gentage "Overgiv dig til vreden", "Had mig" og "Forband mig". Bagefter lyder kommandoen "Rejs dig, Jin Kazama!". Jin kommer til bevidstheden og opdager at hans arme er bundet med jernkæder. Med en kraftanstrengelse får han vredet sig løs og begynder at kæmpe i mod Djævlegenet der langsomt begynder at forvandle ham.
Jin Kazama løber Kazuya i møde mens han brøler sit ønske om at slå Kazuya ihjel. Scenen skifter og man finder Kazuya liggende på gulvet. Heihachi træder hen ved siden af Kazuya og kalder ham en ubrugelig kujon. Nu begynder kampen mellem Jin og Heihachi.
I den næste scene har Jin et hårdt greb om Heihachis krave og skal til at gøre sig parat til dødsstødet. Sorte vinger vokser ud af ryggen på ham. Lige da Jin skal til at slå Heihachi ihjel, får han et glimt af sin mor, Jun Kazama. Da han ser nærmere, er hun forsvundet. Jin indser hvad han er i færd med at gøre, kaster Heihachi fra sig og siger: "Tak min mor, Jun Kazama."
Han bryder igennem loftet og forsvinder.

### Tekken 5
Stor forsamling mennesker er mødt op i Mishima Zaibatsus tronsal, hvor en ukendt skikkelse går med faste skridt op ad en røde løber. Folkene hilser deres nye leder i møde.
Den ukendte skikkelse viser sig at være – Jin Kazama.

## Devil Within
Devil Within er et minigame som var inkluderet i Tekken 5 spillet. Det var et Platform/Beat-them-up spil, hvor man skulle bevæge Jin Kazama rundt og slå enhver der vovede at kæmpe i mod ham. I spillet var der også inkluderet en historie. Folk undrede sig over hvorfor Devil Within ikke var et selvstændigt spil, selvom det havde en meget kort holdbarhedstid, var det i sig selv meget velskabt.

### Historie
Efter den fjerde King of Iron Fist turnering har taget sin ende, prøver Jin Kazama at gøre en ende på sit Djævlegen. Undervejs hører han rygter om at Jun Kazama stadig skulle være i live og hun skulle opholde sig på et hemmeligt laboratorium. Men inde i laboratoriets rædsler lærer han at det ikke er hans mor der er blevet opbevaret derinde, men derimod Kampguden Ogre, som skulle være blevet dræbt under den tredje King of Iron Fist turnering. Ogre er blevet stærkere. Under kampens hede bliver det svære og svære for Jin at kontrollere sit Djævlegen. Med alt sin viljestyrke lykkes det Jin at besejre Ogre uden at forvandle sig til Devil Jin. Efter Ogre er blevet besejret, bliver Jin angrebet af hundredvis af Jack robotter. Kampen ser ud til at være tabt, da han bliver badet i et hvidt lys. Lyset ser ud til at holde Djævlegenet under kontrol og lader ham flyve væk i sikkerhed.

## Forhold

### Familie
- Jun Kazama: Mor til Jin Kazama. Hendes nuværende status er ukendt da hun lidt før den tredje King of Iron Fist-turnering forsvandt efter Ogre havde terroriseret Jin og hende. Hun er dog aldrig blevet bekræftet død.

- Kazuya Mishima: Jin Kazamas far og bærer af Djævlegenet også. Jin nærer et brændende ønske om at slå sin far ihjel og derved sætte en stopper for Djævlegenet. Kazuya ønsker at absorbere enhver der besidder Djævlegenet, dette inkluderer Jin Kazama.

- Heihachi Mishima: Jin Kazamas farfar.Kazume Mishima er gift med Heihachi.Heihachi er Den eneste nulevende Mishima der ikke besidder Djævlegenet. Fra Jin var 15 til han var 19, blev han trænet i Mishima stil karate men forrådte så Jin ved slutningen af den tredje King of Iron Fist-turnering. Hans mål er at opsamle noget væv fra Ogre og Djævlegenet (som han må skaffe fra en anden) og derved gøre sig til den ultimative livsform og med det få verdensherredømmet.

- Lee Chaolan: Lee Chaolan er Jins ikke biologiske onkel. Han blev adopteret i en ung alder af Heihachi og har siden været rival med sin adoptivbror Kazuya. Er direktør for et robotfirma.

- Asuka Kazama: Asuka Kazama er Jins kusine. Dog ser ingen af dem ud til at vide det.

- Jinpachi Mishima: far til Heihachi Mishima. ingen ved hvem hans kone er.

jinpachi bærer også selv Djævlegenet.
heihachi er også ude på at slå Jin Kazama, Jinpachi mishima og Kazuya Mishima ihjel, fordi de har djævlegener.(og det har Heihachi Mishima ikke)

### Venner og andre
- Hwoarang: Jins forsvorne rival lige siden den dag hvor han fik en uafgjort med Hwoarang.

De lovede hinanden at mødes igen til en omkamp til den femte King of Iron Fist-turnering.
- Ling Xiaoyu: Ling Xiaoyu ser ud til at være den eneste person som Jin rigtig ser som en ven. De går på det samme gymnasium. Mishima Gymnasiet. Måske kan Ling Xiaoyu lide Jin mere end som en ven, da hun i sin prolog håber på at blive genforenet med Jin.

## Kampstil
Jin Kazama er den eneste i hele Tekkens historie der komplet har skiftet kampstil. I hans debut i Tekken 3 brugte han en blanding af Kazama stil selvforsvar og Mishima stil Karate. Efter Heihachi forrådte ham hadede Jin alt hvad der havde med Mishima at gøre – det vil sige også kampstilen. Hans nye stil, som han har brugt i Tekken 4 og op efter har været Traditionel Karate.

## Devil Jin
Devil Jin er Jins alter ego og han dukker kun frem når Djævlegenet indeni ham opsluger ham helt. Når Jin forvandler sig til Devil Jin sker der adskillige forandringer med ham. Horn vokser ud af panden på ham, sorte fjerklædte vinger vokser ud af hans ryg og der dannes en sort tatovering på hans bryst. Devil Jin blev første gang set i Tekken 3 og har medvirket i et par af de andre personers epiloger både i Tekken 3 og i Tekken 4. Dog blev Devil Jin først spilbar da Tekken 5 udkom.
Devil Jin bruger ikke Traditionel Karate men er gået tilbage til sin gamle stil med Mishima stil Karate blandet med Kazama stil selvforsvar. Dog har han fået et par ekstra angreb. Han er i stand til at flyve og skyde laser ud af det tredje øje han har i panden. En egenskab som Kazuya også havde da hans Djævlegen opslugte ham og forvandlede ham til Devil. Devil Jin besidder også telekinese i nogen grad, da man ser i Hwoarangs epilog i Tekken 5 at Devil Jin sprænger Hwoarangs motorcykel i luften og en af Devil Jins sejrsanimationer i Tekken 5: Dark Resurrection er i stand til at holde folk svævende i luften mens han kvæler dem.
Folk fra Kazama familien har en tendens til at kunne heale personer der er under Djævlegenets indflydelse. Jun kunne fjerne Kazuyas forvandling og man ser i Asuka Kazamas epilog at hun ved den blotte berøring er i stand til at forvandle Devil Jin til Jin Kazama.

## Forhold
- Devil Jin – Alter ego

- Kazuya Mishima – Far

- Jun Kazama – Mor

- Heihachi Mishima – Farfar

- Kazumi Mishima - Morfar

- Lee Chaolan – Farbror

- Jinpachi Mishima – Oldefar

- Asuka Kazama – Kusine

- Hwoarang – Rival

- Ling Xiaoyu – Ven

- Panda – Xiaoyus kæledyr

- Kuma – Heihachis kæledyr